# Emma-Herwegh-Gymnasium
Das Emma-Herwegh-Gymnasium ist ein öffentliches Gymnasium in Remscheid (Alt-Remscheid), einer kreisfreien Großstadt in Nordrhein-Westfalen. Es ist benannt nach Emma Herwegh (geborene Emma Siegmund; 1817–1904), einer deutschen Revolutionärin während der Erhebungen von 1848/49 in Frankreich und dem deutschsprachigen Raum und einer frühen Vorkämpferin der Frauenrechtsbewegung.
Ihren jetzigen Namen erhielt die Schule im Jahr 2022, bis 2021 hieß sie Ernst-Moritz-Arndt-Gymnasium (Remscheid) (siehe auch Harry Luck#Diskussion um Namen des Ernst-Moritz-Arndt-Gymnasiums Remscheid).

## Geschichte des Ernst-Moritz-Arndt-Gymnasiums
Die Schule wurde 1827 als Ernst-Moritz-Arndt-Gymnasium gegründet, benannt nach Ernst Moritz Arndt (1769–1860), einem nationalistischen und demokratischen Schriftsteller und Historiker, der auch Abgeordneter der Frankfurter Nationalversammlung war. Im Jahr 2022 erfolgte die Umbenennung in Emma-Herwegh-Gymnasium.

## Ehemalige Lehrer
- Klaus Zentara (1936–2004), von 1968 bis 1992 am Ernst-Moritz-Arndt-Gymnasium
- Gunhild Böth (* 1952), hat u. a. am Ernst-Moritz-Arndt Gymnasium unterrichtet.

## Ehemalige Schüler
- Harry Luck (* 1972), Autor und Journalist; als Schüler setzte er sich von 1988 bis 1992 für eine Umbenennung der Schule ein
- Jonas Dassler (* 1996), Abitur 2014; Theater- und Filmschauspieler
- Ulrich Filler (* 1971), Abitur 1991; römisch-katholischer Theologe, Autor und Priester
- Bianca Hauda (* 1984), Abitur 2003; Hörfunk- und Fernsehmoderatorin
- Johannes Behr (* 1981); Jazzmusiker (Gitarre)
- Sven Wolf (* 1976), Abitur 1995; Rechtsanwalt und Politiker (SPD)
- Wolf-Dieter Hasenclever (* 1945); Politiker (SPD, AUD, Grüne, zuletzt FDP) und Pädagoge
- Dirk Kuhl (1940–2023), Abitur 1961; Grundschullehrer
- Elmar Fastenrath (1934–2021), Abitur 1955; katholischer Theologe und Hochschullehrer
- Hans Jürgen Sittig (* 1957), Abitur 1977; Schriftsteller und Fotojournalist